# یواس‌اس پروتئوس
یواس‌اس پروتئوس (به انگلیسی: USS Proteus) کشتی ساخته شده توسط شرکت دری داک بود که به طرز مرموزی در مثلث برمودا ناپدید شد.